# Catocala dariana
Catocala dariana és una espècie de papallona nocturna de la subfamília Erebinae i la família Erebidae.
Es troba a l'Afganistan.